# Feldhockey-Weltmeisterschaft 2014
Die Feldhockey-Weltmeisterschaft 2014 fand vom 31. Mai bis zum 15. Juni 2014 im niederländischen Den Haag statt.
Für die Titelkämpfe der Damen siehe Feldhockey-Weltmeisterschaft der Damen 2014.

Für die Titelkämpfe der Herren siehe Feldhockey-Weltmeisterschaft der Herren 2014.
Nach den Weltmeisterschaften in Utrecht 1998 war dies erst das zweite Mal, dass die Meisterschaften der Damen und Herren zeitgleich am selben Ort stattfinden.

## Endklassement
| Platz | Land        |
| ----- | ----------- |
| 1     | Niederlande |
| 2     | Australien  |
| 3     | Argentinien |
| 4     | USA         |
| 5     | Neuseeland  |
| 6     | China       |
| 7     | Südkorea    |
| 8     | Deutschland |
| 9     | Südafrika   |
| 10    | Japan       |
| 11    | England     |
| 12    | Belgien     |

| Platz | Land        |
| ----- | ----------- |
| 1     | Australien  |
| 2     | Niederlande |
| 3     | Argentinien |
| 4     | England     |
| 5     | Belgien     |
| 6     | Deutschland |
| 7     | Neuseeland  |
| 8     | Spanien     |
| 9     | Indien      |
| 10    | Südkorea    |
| 11    | Südafrika   |
| 12    | Malaysia    |